# Ревентадор
Ревентадор — действующий стратовулкан в Южной Америке.
Расположен в Эквадоре, на восточном склоне Анд. Высота над уровнем моря — 3562 м. Расположен в 95 км от столицы Эквадора — Кито. С 1541 года вулкан извергался 25 раз. Самое крупное и разрушительное извержение было в ноябре 2002 года. Извержение началось 3 ноября 2002 года и сопровождалось выбросами пепла и пирокластического материала на высоту до 12 км. Также крупное извержение было в 2005 году, когда из кратера вулкана вышло несколько потоков лавы, в марте 2007 года, облако пепла поднялось на высоту 3 км, а в июне этого же года со склонов вулкана спустилось несколько лахар.
В ноябре 2010 года произошли выбросы горячего пепла и камней. Столб дыма поднялся над кратером на высоту до 7 тысяч метров.